# Georg Pasch

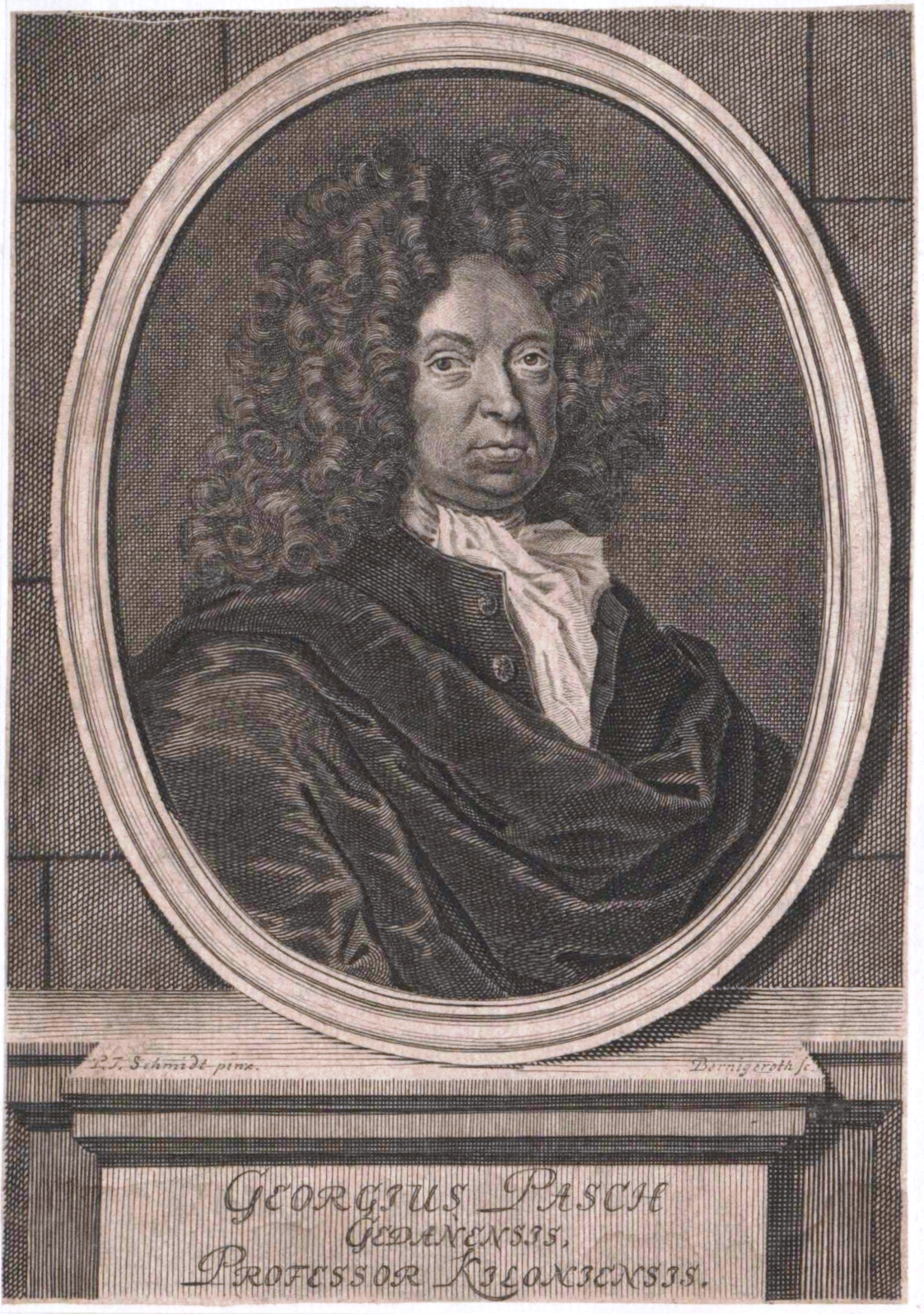
Georg Pasch, Stich von Martin Bernigeroth

Georg Pasch, auch: Paschius (* 23. September 1661 in Danzig; † 30. September 1707 in Kiel) war ein deutscher Logiker und evangelischer Theologe.

## Leben
Der Sohn des Kaufmanns Heinrich Pasch hatte anfänglich die Schule seiner Vaterstadt besucht und wurde nach dem Tod seines Vaters 1676 auf die Schule in Graudenz geschickt. In Graudenz hatte er sich innerhalb eines halben Jahres die polnische Sprache beigebracht und konnte so dort auch Unterricht erteilen. 1678 wechselte er auf das Gymnasium in Danzig. Hier absolvierte er seinen Unterricht bei Aegidius Strauch II., Samuel Schelwig, Johann Peter Titius (1619–1689) und Wolfgang Rosteuscher (1614–1690), die ihn so weit brachten, dass er seine Hochschulreife erlangte. 1681 begann er an der Universität Rostock ein Studium der philosophischen und theologischen Wissenschaften. Seine Lehrer waren hier August Varenius, Michael Cobabus (um 1610–1686), Justus Christoph Schomerus, Johan Jacob Döbelius der Ältere und Franz Wolff (1644–1710).
1682 wechselte er an die Universität Wittenberg, jedoch der Tod seiner Mutter nötigte ihn wieder nach Danzig zurückzukehren. Auf der Rückreise hatte er noch die Universität Königsberg besucht, wo er die Vorlesungen von Christian Dreier, Melchior Zeidler, Samuel Werner (1637–1685), Johann Philipp Pfeiffer (1645–1695) und anderen Professoren besucht hatte. Nachdem er seine privaten Angelegenheiten geregelt hatte, gelangte er über Frankfurt (Oder) und Berlin wieder nach Wittenberg. Hier waren unter anderem Abraham Calov, Johann Andreas Quenstedt, Johann Deutschmann, Michael Walther der Jüngere, Johann Friedrich Mayer, Andreas Sennert, Konstantin Ziegra, Christian Donati, Theodor Dassov und andere seine Lehrer auf dem Gebiet des theologischen Wissens.
1684 erwarb er die Magisterwürde der philosophischen Wissenschaften und unternahm danach einen Ausflug an die Universität Leipzig, an die Universität Halle, an die Universität Jena und an die Universität Erfurt. Zurückgekehrt nach Wittenberg, wurde er mit der Verteidigung der Dissertation de brutorum sensibus atque cognitione 1686 Adjunkt der philosophischen Fakultät. Um weitere Studien betreiben zu können, begann er eine groß angelegte Bildungsreise. Diese führte ihn zunächst an die Universität Altdorf, wo er die Vorlesungen von Johannes Saubert dem Jüngeren, Johann Christoph Wagenseil, Johann Christoph Sturm besuchte. Über Nürnberg, Regensburg, München, Augsburg und Ulm gelangte er an die Universität Tübingen, wo Johann Adam Osiander und Georg Heinrich Keller (1624–1702) einen Einfluss auf seine Ausbildung ausübte.
Danach ging er an die Universität Straßburg zu Sebastian Schmidt, Isaak Faust (1631–1702), Johann Faust und Johann Joachim Zentgraf. Dann besuchte er Wiesbaden, Frankfurt am Main und die Universität Gießen, wo Philipp Ludwig Hanneken, Kilian Rudrauf (1627–1690) und David Clodius seine Ausbilder wurden. Bald war er an der Universität Marburg angelangt, wo er Johann Hein (1610–1686), Samuel Andreae und Philipp Johann Tilemann kennenlernte. Er reiste auch nach Kopenhagen und gelangte über Köln und Kleve nach Holland. Hier hatte er die Universität Leiden, die Universität Utrecht, die Universität Groningen und die Universität Franeker besucht, wo er unter anderem die Theologen und Orientalisten Friedrich Spanheim den Jüngeren (1632–1701), Étienne Le Moyne (auch Stephanus Moynius; 1624–1689), Jakob Trigland (1652–1705), Melchior Leydecker, Johann Georg Graevius, Johann Leusden, Campegius Vitringa und Jacob Rhenferd (1654–1712) kennenlernte.
Über Brüssel gelangte er nach Frankreich, wo er die dortigen Bibliotheken frequentierte und sich mit den Gelehrten Gilles Menage und Pierre Daniel Huet in Kontakt kam. Im Anschluss bereiste er England, besichtigte die Sehenswürdigkeiten in London und hatte die Universitäten in Oxford sowie Cambridge besucht. In England hatte er unter anderem Edward Stillingfleet (1635–1699), Richard Baxter, Robert Boyle, Adrian Beverland (um 1653–1712), Edward Bernard (1638–1696) und in Windsor Isaac Vossius (1618–1689) kennengelernt. Zurückgekehrt nach Deutschland, besuchte er die Herzog August Bibliothek in Wolfenbüttel, hatte an der Universität Helmstedt die Bekanntschaft von Friedrich Ulrich Calixt, Gebhardt Theodor Meier, Paul Heigel, Christoph Tobias Wideburg (1647–1717) und Johann Eisenhart gemacht und zog im Winter 1688 nach Kiel, um sich von den Strapazen der Reise zu erholen.
In Kiel war jedoch der als Professor der Logik und Metaphysik tätige Georg Ernst Heldberg (1641–1688) verstorben. In der Nachfolge hatte man bald einen damaligen Professor der Ethik gefunden. Jedoch suchte man für jene Professur einen Nachfolger und bot Georg Pasch diesen Posten an. Da Pasch Kiel noch aus seinen Rostocker Studienzeiten kannte, war er gewogen, ebenfalls zu bleiben und nahm 1689 die Berufung durch Christian Albrecht von Schleswig-Holstein-Gottorf an. Nachdem er einen Ruf als Kirchenrat Pastor an die Nikolaikirche in Wismar abgelehnt hatte, wurde ihm 1701 auch die Professur der Logik und Metaphysik übertragen. Pasch legte 1706 die Professur der Ethik zugunsten seines Schwagers Sebastian Kortholt (11. April 1675 Kiel–18. Oktober 1760 ebd.) nieder und übernahm im selben Jahr eine außerordentliche theologische Professur. Jedoch blieb ihm eine große Wirksamkeit in diesem Amt verwehrt, da er an den Folgen einer Brustwassersucht verstarb. Pasch, der auch Vorlesungen zur Kasuistik, Dogmatik und zur englischen Sprache gehalten hatte, blieb vor allem durch seine Arbeiten auf dem Gebiete der philosophischen Wissenschaften von Bedeutung.
1689 heiratet er Auguste, die Tochter des Christian Kortholt des Älteren, die Ehe blieb jedoch kinderlos.

## Schriften
- Disquisitio Theologica, De Rechabitis, Quae Super Jeremiae Caput XXXV. Commentarii loco esse posset. Rhetil, Danzig 1689. (Digitalisat)
- Par Problematum Curiosorum De Operationibus Daemonum, Quorum I. Utrum possint generare? II. Utrum possint Homines in Bestias transformare?. (Resp. Fiedrich Lauterbach) Fincel, Wittenberg 1684.
- Disputatio Physica De Pluralitate Mundorum contra Cartesianos. (Resp. Christian Lachmann) Fincel, Wittenberg 1684. (Digitalisat)
- Dissertationem Physicam De Brutorum Sensibus atque Cognitione. (Resp. Johann Jacob Stolterfoth) Findel, Wittenberg 1686. (Digitalisat)
- (Als Respondent) Utrum Pontificii Cogantur Concedere Lutheranos In Religione Sua Salvari. Reumann, Kiel 1689. (Digitalisat)
- De homine, fortunae suae fabro. (Resp. Ernst Gottlieb Lüschner) Reumann, Kiel 1690. (Digitalisat)
- De Licitis Divitias Acquirendi Modis Dissertatio. (Resp. Nicolaus Richter) Reumann, Kiel 1692. (Digitalisat)
- Diss. moralis de passionum nostrae ac Christi hominis animae differentia. (Resp. Johann Heinrich Leise) Reumann, Kiel 1693.
- Diss, de principiis actionum humanarum. Kiel 1693.
- Schedisma de curiosis hujus seculi inventis, quorum accuratiori cultui facem praetulit antiquitas. Reumann, Kiel 1695. (Digitalisat) Auch unter dem Titel De novis inventis, quorum accuratiori cultui facem praetulit antiquitas. Leipzig 1700
- Progr. quo dignitatem et decus, quod sustinet Philosophia contra obtrectatores defendit. Kiel 1701
- De pronuntiato illo: Vulgus regitur opinionibus. (Resp. Josias Heinrich Opitz) Reuther, Kiel 1701. (Digitalisat)
- Positiones ex naturae rationisque principiis deductae de Deo ejusque attributis, ad gradum Magisterii obtinendum defensa a Barth. Nassero. Kiel 1702. (Digitalisat)
- Paradoxon morale: Et qui accipit, et qui nihil vel pauca dat, liberalis est. (Resp. Joel Johannes Kortholt) Reuther, Kiel 1702. (Digitalisat)
- Theses selectae ex philosophia morali, defensae a G. Papke. Kiel 1703.
- Diss. Fridericiana de usitata, veterum exemplo, ratione tradendi per dialogos. Kiel 1703
- Diss, de fabulis Romanensibus antiquis et recentioribus. (Resp. Jacob Nolckmann) Reuter, Kiel 1703. (Digitalisat)
- Disputatio Philosophica De Fictis Rebuspublicis. Reuther, Kiel 1704. (Digitalisat)
- Diss. de Philosophia characteristica et paraenetica. Reuther, Kiel 1705.
- De re literaria pertinente ad doctrinam moralem Socratis. (Resp. Sigfried Balcke) Reuther, Kiel 1705. (Digitalisat)
- Diss. Frider. de re literaria, potissimum morali. Kiel 1706
- Diss. Frieder. de Scepticorum praecipuis hypothesibus. Kiel 1706
- Brevis introductio in rem literariam pertinentem ad doctrinam moralem. Kiel 1706
- Progr. quo s. literarum cultores ad praelectiones publ. theologicas officiose invitat. Kiel 1706
- De variis modis Moralia tradendi liber. Accedit introductio in rem literariam moralem veterum sapientiae antistitum. Ad extremum additi sunt indices I auctorum in hoc opere passim citatorum; II rerum maxime memorabilium. Reichel, Kiel 1707. (Digitalisat)